# Drzewostan dwupiętrowy
Drzewostan dwupiętrowy to taki, w którym warstwa drzew składa się z dwóch wyraźnych pięter różnej wysokości. Do piętra dolnego zalicza się drzewa, których korony nie przenikają do piętra górnego. W razie wątpliwości dotyczących kwalifikacji drzewa do danego piętra przyjmuje się, że drzewo piętra górnego nie powinno wykazywać wysokości niższej niż 2/3 średniej wysokości gatunku panującego w piętrze górnym. Przy opisywaniu drzewostanów dwupiętrowych należy podać charakterystykę i elementy taksacyjne oddzielnie dla każdego piętra.